# Armascirus fixus
Armascirus fixus är en spindeldjursart som först beskrevs av Mohammad Nazeer Chaudhri 1980.  Armascirus fixus ingår i släktet Armascirus och familjen Cunaxidae. Inga underarter finns listade i Catalogue of Life.